# إبراهيم البدور
إبراهيم محفوظ عطا الله البدور طبيب أردني مختص في جراحة الدماغ والأعصاب. عُين وزيرًا لوزارة الصحة الأردنية ضمن التعديل الوزاري على حكومة جعفر حسان في 6 أغسطس 2025.

## حياته
كان عضوًا في مجلس النواب الأردني المنتخب عام 2016، وعضوًا في مجلس الأعيان 2022.
في 6 أغسطس 2025، أدى اليمين القانونية وزيرًا للصحة أمام ملك الأردن عبد الله الثاني في قصر الحسينية.